# かすみレディオ
『かすみレディオ』とは、つくばテレビが制作し、2007年8月1日からエンタ!371（HD放送に伴いエンタ!959に移行）で放送開始した、AV女優かすみ果穂によるバラエティ番組で冠番組。更新は月1回（リピート放送あり）。レギュラー出演者はかすみのみだが、ゲストが登場する事が多かった。
かすみ果穂の引退に伴い2016年4月に終了した。

## 概要
自称？「庶民派4畳半アイドル」の、かすみ果穂が司会を務める冠番組。「ラジオ風バラエティ番組」という体裁のため、番組中では「DJかすみ」とも名乗る（クレジットは「かすみ果穂」のみ）。これはゲストも同様で、番組最後の挨拶で「DJ○○」と名乗るのが通例であった。
高橋ディレクターによると、かすみ果穂がみっひーランドのレギュラーになり、低予算でもう1本作れないかということで始まった。元になったのは香港のアイドルの番組。初めはみっひーランドの収録後に1人残され収録していた。
高橋によると「デビュー時にはロータスから2人の宣材写真を見せられ加瀬あゆむを撮影したが、のちに現場で会い人柄などから、かすみ果穂に決めた。」
2016年「つくばテレビ専属女優」を高橋より贈られた。
当初は特別番組で不定期に放送されていたが、2012年6月から月刊番組としてレギュラー化しNOTTV等でも放送開始された。特番は「VOL.」、レギュラー版は「#」表記となっている。Vol.6以降はDVD化されている。非売品ながら、Vol.1~5もDVD化されていた。2016年3月5日の公開収録にて、かすみ果穂の引退に伴い2016年4月をもって終了することを発表した。
視聴方法は、スカパー!（エンタ!371。後にエンタ!959に収束）、スカパー!オンデマンド（月額見放題もしくは単品販売）。他に、ニコニコ生放送などもあった。VOL.8~14、#1はPigooHD（現・アイドル専門チャンネルPigoo）でも放送された。
特番は2時間枠で放送されていた。レギュラー版も当初は2時間枠だったが、#11（2013年4月放送分）から1時間枠に変更された。公開収録などで2時間分の放送内容の場合は前後編として2ヶ月にまたがって放送された。
2012年8月と2013年9月に『24時間かすみレディオ』が公開された。移動時間や睡眠時間に録画放送が行われていた。
24時間かすみレディオ
2012年は、8月11日13時から12日17時にかけて。実際は28時間生放送であった。
2013年は、9月28日17時から29日17時にかけて『24時間かすみレディオ2013』と題された。テーマは「さよならエンタ!371」（HD放送移行に伴い、同月末で閉局するため）。0時から5時までの「オールナイトかすみ」は公開収録で、ニコニコ生放送でも中継されたが、エンタ!959では、過去の作品の再放送が行われた。なお、後日の放送の際は、カラオケ部分の音声をカットして放送していた。
関連する同局の番組としては、『みっひーランド』（かすみがレギュラー出演している）、『あいのエチュード』（かすみがゲストで何度も出ている他、番組同士がコラボしている）、『セクシー女優総選挙』（3番組合同企画）があった。この他にコラボした番組は『GO!GO!こじまな号』、『凛とジェシカのファイト一発』があった。
金玉凛太郎（桜木凛）
Vol.11で登場。果穂の元彼。#16（2013年9月放送。7月21日公開収録）で再登場した。
カス カスオ（かすみ果穂）
#10の公開収録で登場。キシオの上司でジェスカ（希崎ジェシカ扮するキャバクラ嬢）のストーカー。見下されると興奮する。
男装キャラでフルネームが判明しているのは珍しい。

## 特番時代（2007年~2012年5月）
不定期放送で2時間枠。
| 回     | 放送日 （公開収録日）                     | 内容 | ゲスト                                               |
| ------ | ----------------------------------------- | --- | ---------------------------------------------------- |
| VOL.1  | 07/08/01放送                              | B級ニュースめった斬り。恋するかすみ。お気に入り作品紹介。質問コーナー他                                                                                |                                                      |
| VOL.2  | 08/01/01放送                              | デートで食事(カレーうどん、ケーキ)、バッティングセンター。ショートコント他                                                                             | 長澤つぐみ                                           |
| VOL.3  | 08/05/03公開生放送                        | 「生かすみレディオ」。ピクニックお泊りデート。たこ焼き作り。恋するかすみ他                                                                             | 長澤つぐみ、美咲みゆ、桃子                           |
| VOL.4  | 08/09/27生放送                            | 「女の子だらけの27時間テレビ」内で3時間「生かすみレディオ」放送。たこ焼き他                                                                            | 希志あいの、ほしのみゆ、早坂玲央、桜井りあ           |
| VOL.5  | 08/12/23放送                              | ビールで乾杯。来年のAV予想、こんな男優がいい。共演したら。ケーキ作り他                                                                                 | 希志あいの                                           |
| VOL.6  | 09/05/05公開収録 AKIBA GIRLS MEETING      | オナニー女王決定戦(vsみゆ)。バナナ・マンゴハイスクール（果穂希志)。あいの恋文。キシオに選ばれるのはどっち？どうやって手をつなぐ？他                    | 希志あいの、美咲みゆ、キシオ                         |
| VOL.7  | 09/11/22公開収録 クリスマス反省会         | いけてる？いけてない？ねるとん紅鯨団。きしおが彼女にしたいのは？帰ってきたオナニー女王決定戦(vs希志)きしおのあそこが立たなくなったら？他               | 希志あいの、美咲みゆ、キシオ                         |
| VOL.8  | 10/05/03公開収録 GW・みひろ引退           | 潮吹き女王決定戦(vsみゆ)。10年後コント。きしおが彼女にしたいのは?AV引退のみひろへ3人から一言。3人へ手紙の朗読。みひろの替え歌メドレー他                | 希志あいの、美咲みゆ、みひろ、キシオ                 |
| VOL.9  | 10/09/18公開収録 ハロウィン・姫姫旅行     | カリーライスコント。キス女王決定戦(vs凛)。かわいい甲子園。魔女達のガールズトーク。メル様に選ばれるのは誰?誕生日サプライズ他                            | 麻美ゆま、桜木凛、あやせめる、メル様                 |
| VOL.10 | 10/11/13公開収録 クリスマスデート         | テクノブレイク。あいのエチュードSP。アドリブドラマ。キシオとクリスマスにデートするのは誰？イカセ女王決定戦(vs天海)あいのから果穂へのプレゼントと手紙他 | 希志あいの、麻美ゆま、天海つばさ、キシオ             |
| VOL.11 | 11/04/30公開収録 かすみ果穂大好きアイドル | あいのエチュードSP2。続クリスマス殺人事件。ものまね。口技対決(vs希崎)。帰ってきたオナニー女王決定戦(vs凛)。フィーリングカップル。果穂への手紙他        | 希志あいの、桜木凛、希崎ジェシカ、キシオ、金玉凛太郎 |
| VOL.12 | 11/08/06公開収録 舞台は南国バリのビーチ   | 一緒に海に行きたいのは誰?ものまね。オナニー女王敗者復活戦（vsリナ）。コント（果穂初音)。大喜利。ロンドンへ行こうオシリンピック予選会。おにぎり他       | 初音みのり、加藤リナ                                 |
| VOL.13 | 11/11/12公開収録 仮装クリスマスパーティー | クリスマスにぴったりしたいのは誰?ものまね。エロス女王決定戦(vs範田)。恋話(果穂西野)。ショートコント。口喧嘩女王決定戦(4人)。2011年の懺悔他             | 西野翔、範田紗々、周防ゆきこ                         |
| VOL.14 | 12/05/04公開収録 かすみ果穂大好きアイドル | 第1回ぶりっこ選手権。モノマネ×マスカットーク。オナニー女王決定戦(vs希崎)。きっす。コント魔法の鏡。20年前の幼稚園を舞台にしたコント。サプライズ企画他   | 希志あいの、希崎ジェシカ、初音みのり、キシオ         |

## レギュラー版

### 2012年
| 回数 | 初回放送日 | 内容 | ゲスト                |
| ---- | ---------- | --- | --------------------- |
| #1   | 6月16日    | お便り紹介。本当にあったHな話。ぶっちゃけAVトーク。ダメ出し。月間MVP。内部告発他 |                       |
| #2   | 7月18日    | 公開収録（ソフマップ1号店）アキバ再降臨、「お嬢様体験」（渋谷） 質問コーナー。ロケ企画(執事喫茶)。ニュースメッタ斬り。ダメ出し他                                                                       |                       |
| #3   | 8月18日    | 公開収録（ソフマップ1号店） ショートコント「ワイルドなAV撮影」、「ニャンニャンじゃんけん」誕生など お便り紹介。トークイベントの模様。ぶりっこ選手権。麻美ゆまにダメ出し。内部告発他                    | 初音みのり            |
| #4   | 9月19日    | 公開生放送。「24時間かすみレディオ開幕戦」 ぶりっこ選手権。物真似マスカットーク。私服交換他 | 里美ゆりあ 安城アンナ |
| #5   | 10月16日   | 公開収録（モンキーズカフェ新宿アイランド店） 「かぼちゃパーティー」、かすみに「サプライズ誕生会」 ぶりっこ選手権。2012年イケてた？イケてなかった？。誕生会他                                           | 成瀬心美              |
| #6   | 11月17日   | 「たびとも」企画、那須高原へ温泉旅行・前編。牛乳吹き出し事件 「全編オールロケ」。アルパカ。お部屋でかすみレディオ。牛乳ぶっかけ他                                                                      | 希志あいの            |
| #7   | 12月18日   | 「たびとも」企画、那須高原へ温泉旅行・後編 「全編オールロケ」。寝起きドッキリ。朝食。あいのとカスオのエチュード。 サンタとトナカイの口げんか再び。希志レディオにダメだし。手紙。2013年の抱負。遊園地他 | 希志あいの            |

### 2013年
3月までは2時間枠、4月から1時間枠に。
| 回数 | 放送日                         | 内容 | ゲスト                                                                         |
| ---- | ------------------------------ | --- | ------------------------------------------------------------------------------ |
| #8   | 2013/01/放送（公開収録）       | お部屋でかすみレディオ、牛乳ぶっかけにダメ出し。AV赤裸々トークこれってどんだけ～。ぶりっこ対決。トイレ。仲の良い子は？犬ほか | 小川あさ美                                                                     |
| #9   | 12/12/27公開収録               | 忘年会。かすみレディオ大賞2012発表授賞式。ベスト10。各賞発表、だめだし、新人、盛り上げ、ニャンヤンぶりっこ、MVP。ぶりっ子の手本。他 | 小島みなみ                                                                     |
| #10  | 13/2/03公開収録                | 節分ぶりっ子選手権。恋するかすみ。もしも同じ男を好きになったら。アンケートの質問。総選挙にダメ出し。果穂のエチュード、キシオとジェスカとカスオの三角関係。 | 希志あいの、希崎ジェシカ、キシオ、カスオ                                       |
| #11  | 13/4放送(60分)                 | オールロケ。男性専用エステ&鉄板焼きで接待。8周年祝い。ニュースめった切り。思い出マスッツトーク。酔っ払い＆騎乗位悩み相談。下ネタ食レポ | HIRO（エステティシャン）、なんばシェフ                                         |
| #12  | 13/5放送(60分）                | 白鳥付けたら許してくれる?アメリカに住んだら?高橋Dに苦情。じゃんけんに勝ったのに白鳥なんてヤダ、やだ。 | みひろ、糸矢めい、七海なな                                                     |
| #13  | 13/6放送(60分））              | 後編は「かほのエチュード」おばあさん、夫婦、自分役でラスベガスに家族旅行で来たらエチュード。・「女だけの部屋飲み＆UNO対決（練習、本番）」をお届けします！かすみからのプレゼント。敬語は禁止。オラ超楽。トイレは覗かないでオラ堪忍して。罰ゲームは、お豆ちゃんのおっぱいギャグ。 | みひろ、糸矢めい、七海なな                                                     |
| #14  | 13/7放送(75分））              | 日光鬼怒川温泉よりお届け。反則負けで罰ゲームは蛇口付きパンツ。お悩み相談。 | 小島みなみ、紗倉まな                                                           |
| #15  | 13/8月放送(7月21日公開収録）） | （アイスケーベ世界選手権） | 桜木凛・初音みのり                                                             |
| #16  | 13/9月放送(7月21日公開収録）） | マスカッツ卒業旅行ハワイの話。 | 桜木凛・初音みのり・金玉のーりー・金玉凛太郎・金玉かほ                         |
| #17  | 13/10月放送                    | | 24時間かすみレディオの出演者の皆さん、つくばテレビの皆さん、かすみ果穂大好きAD |
| #18  | 13/11月放送（9月29日公開収録） | | 桜木凛 、小川あさ美、 安城アンナ                                               |
| #19  | 13/12月放送（9月29日公開収録） | | 範田紗々                                                                       |

### 2014年
| 回数 | 放送日                                                 | 内容 | ゲスト                                                                                                 |
| ---- | ------------------------------------------------------ | --- | --- |
| #20  | 2014/1月放送）                                         | 初詣。こきち。大賞2013ベスト5。 | 占い師の小夜                                                                                           |
| #21  | 14/2月放送）                                           | 伊豆熱川。さくら坂でオルゴールデコ交換。相手の好きな所を海に向かって叫び合おう。お部屋でかすみレディオ。出会い。仲良くなったきっかけ。食事。（ホテル志なよし）温泉遊戯3本勝負（射的、スマートボール) | 希崎ジェシカ、さくら坂の川村                                                                           |
| #22  | 14/3月放送）                                           | 温泉遊戯3本勝負(ご当地コーラ早飲み対決)。罰ゲームはパンスト被って変顔。ジャングル大岩朝風呂で友情再確認。カスオとジェスカの温泉エチュード。いでゆひもの店で朝食。熱川バナナワニ園。かほのエチュード、カスオとジェスカが温泉旅行に来たら。樋の口園でイチゴ狩り。恒例の手紙朗読と交換。 | 希崎ジェシカ、カスオ、ジェスカ                                                                         |
| #23  | 14/4月放送（3/2公開収録 pink tokyo 2014 ディファ有明） | | 七海なな、桜木凛、颯希真衣、さくらゆら                                                                 |
| #24  | 14/5月放送（パセラグランデ渋谷で5/3公開収録）          | コント、記者会見。すてっぷさいぼう。4年ぶりに帰ってきたワールドカップ大喜利。主観プレイ女王決定戦。(コスプレFUCK、どMちゃんFuck、一緒にイキ顔） | 希志あいの、麻美ゆま、桃谷エリカ                                                                       |
| #25  | 14/6月放送）                                           | 新人さん、いらっしゃ～い!かすみの教えてア・ゲ・ル。自分に自信がないんです。話しべたで上手く喋れない。果穂さんのようなエロさがない。本の宣伝。第2回恵比寿マスカッツＯＧ会。歴代リーダー。一番思い出に残っていること。今だから話せるぶっちゃけ話。会う前とイメージが変わった人。改めて感謝したい事。4代目カースーからメッセージ。サプライズ、ゆまちんへの手紙。凛とジェシカからビデオレター。チョコボールさんで感想。 | 希志あいの、麻美ゆま、桃谷エリカ                                                                       |
| #26  | 14/7月放送）                                           | 初対面は? ニャンニャンぶりっこ選手権、2人で一緒に海に来ました。タイプの男性にナンパされるよう、ぶりっこに振舞ってください。恋するかすみ、思い出の夏デート、花火、プール。お便りに答えます。最近のマイブームは?体のチャームポイントは?ＡＶ業界で覚えたテクニックを披露。肩もみニケーションを体験。告白、膝枕、腕相撲、肩もみダンス。フリップトーク企画、2014年上半期Ｎｏ．１はこれだ。お題、あるテーマに沿って、身の回りで起こったＮｏ．１を発表。はまった有名人。橋本環奈、HAPPY BIRTHDAY (バンド)、ｖiｎｅのおおぜきれいか。初体験。 | 阿部乃みく、カタモミ女子から、天真爛漫アジアンビューティー南玲奈とハイテンションオシャレ番長唐澤すねみ |
| #27  | 14/8月放送）                                           | オナニーネタ。新人さん、いらっしゃい。かすみが教えてあげる。たびとも発売イベント。 | 阿部乃みく、阿部乃くん。希崎ジェシカ                                                                   |
| #28  | 14/9月放送（8/9公開収録）                              | | 成瀬心美、希島あいり                                                                                   |
| #29  | 14/10月放送(９月公開収録）                             | ハロウィン。コント、魔女の学校。スカパーアダルト女王決定戦。（にゃんにゃんぶりっこ手コキ、痴女じゃんけん、騎乗位）。2014年輝いていた瞬間。 | 波多野結衣、さとう遥希                                                                                 |
| #30  | 14/11月放送                                            | 渋谷ダイニングバーＳＨＩＦＵＫＵよりお届けします。Love spotokyoにて、あの頃を思い出せバブルサッカーでチームかすみとチームパンダが対決。千葉の化け猫が復活。テンガみたい。前転、後転。男達に回される。バブル相撲対決。バブッタ？？？罰ゲームはバブル糞転がし。僕どもよ、もっと回せ。ハロウィンのコスプレ。範田の3大ニュース。軽トラと海。女性版テンガ。 ゲストを救済します、かすみが教えてア・ゲ・ル。ＡＶ復活のオファーをどう断ればいい? | 範田紗々                                                                                               |
| #31  | 14/12月放送(11/17公開収録）                            | クリスマス。コント、トナカイの災難。ぷんぷん。おじさん、おばさん。ダメよ～ダメダメ。チョコレート。号泣謝罪。どちらが果穂トナカイに相応しいかオーディション開催。トナカイの条件?鹿と。愛犬だと思って可愛がって。犬の腰の擦り付けを。マネージャーがやらせねーよ。色んな物が見えてる。もうやめて。アッキーのモノマネは酷い？マッコイ斉藤がやっていた、お疲れのアッキー。たまたまスケジュールが。にゃんにゃんぶりっこ選手権、ぶりっこにクリスマスデートをしてください。優勝商品は１コーナーMC。もっと酷くなってるね。お前ピーピーピーだぞ。あざは消えました。こんなはずじゃない。ぶりっこじゃない。アッキーレディオ延長2014奇跡の1枚?汗かいたケーキ。締めは橋本環奈ポーズで。来年の抱負。今まで以上にがむしゃらおばさん。 | 吉沢明歩、希志あいの、キシオ、カスオ、アキオ。                                                         |

### 2015年
| 回数 | 放送日                                    | 内容 | ゲスト                                         |
| ---- | ----------------------------------------- | --- | ---------------------------------------------- |
| #32  | 2015/1月放送(12月8日公開収録)             | ショートコント、GTKグレートティーチャーかすみ。にゃんにゃんぶりっこ、ぶりっこに彼氏と初詣デート。2014ニュース。                                              | 小島みなみ、紗倉まな、カスオ、マナオ、コジオ   |
| #33  | 2015/2月放送(1月18日公開収録)             | 「凛とジェシカのファイト一発」との番組コラボ。バレンタイン対決。                                                                                             | 希崎ジェシカ、桜木凛                           |
| #34  | 2015/3月放送                              | かすみの自転車講習会 | さくらゆら                                     |
| #35  | 2015/4月放送                              | 初音みのりが・・・。ぶるかわ。 | 瑠川リナ                                       |
| #36  | 2015/5月放送                              | 凛ジェシと台湾旅行前編。後編はファイト一発で。 | 桜木凛、希崎ジェシカ                           |
| #37  | 2015/6月放送（2015年5月9日（土）公開収録) | パセラスリーモンキーズカフェ新宿アイランド店にて。上半期重大ニュース。にゃんにゃんぶりっこ。ＡＶトーク。かすみレディオで一番練習したコント、かっすんゴリラ。 | 大槻ひびき・白石茉莉奈                         |
| #38  | 2015/7月放送                              | ＤＪかすみの職業体験マッサージ編。 | 湊莉久                                         |
| #39  | 2015/8月放送（公開収録)                   | ニャンニャンロリごっこ選手権・花火大会でロリごっこ。AVOPEN’15ぶっちゃけトーク                                                                                | 小島みなみ、上原亜衣                           |
| #40  | 2015/9月放送                              | 2015年度未公開カット。オナニー女王決定戦など。 |                                                |
| #41  | 2015/10月放送                             | 5年ぶりに爆弾娘の天海が。 | 天海つばさ、アイデアポケットの36☆。            |
| #42  | 2015/11月放送                             | バースデーオフ会 | 本田岬                                         |
| #43  | 2015/12月放送                             | お部屋でかすみレディオ | 桜木凛、希崎ジェシカ、 希志あいの、 初音みのり |

### 2016年
| 回数 | 放送日                                                   | 内容 | ゲスト                                                                                       |
| ---- | -------------------------------------------------------- | --- | -------------------------------------------------------------------------------------------- |
| #44  | 2016/1月放送（2015年月日公開収録）                       | 24時間希志あいの引退特別編成ラストDJきっしー。手紙の朗読。 | 希志あいの、みひろ、吉沢明歩                                                                 |
| #45  | 2016/2月放送（2016年1月31日公開収録）                    | 初代かすみ果穂大好きアイドルNo.1決定戦。まなてぃ・みなとぅ・すのっちレディオ。 | 紗倉まな、湊莉久、春原未来                                                                   |
| #46  | 2016/3月放送（2016年3月5日公開収録）                     | 引退発表。コント「記者会見｣。ぴょんぴょんぶりっこ選手権。かすみが教えてあげる。今日のあまつかを駄目出し。 | 天使もえ、桃乃木かな                                                                         |
| #47  | 2016/4月放送（2016年4月10日秋葉原UDX Theaterで公開収録） | 36時間かすみ果穂＆上原亜衣引退特別編成ラストかすみレディオ。涙のDJかすみ卒業式。手紙の朗読。クレーム。新旧ぶりっこ対決。麻美ゆまの弾き語り。湊が阿部乃にスカートめくり。ぶっちゃけ討論会。物申す。にゃんにゃんぶりっこ選手権ファイナル。 | 桜木凛、初音みのり、瑠川リナ、小島みなみ、白石茉莉奈、阿部乃みく、湊莉久、範田紗々、麻美ゆま |

## コラボ・番外編
| タイトル                                                                          | 放送日 / 公開収録日    | 内容                                                                                                | 共演                |
| --------------------------------------------------------------------------------- | ---------------------- | --------------------------------------------------------------------------------------------------- | ------------------- |
| かすみレディオVol.7 前哨戦                                                        | 2009年11月18日 放送    | 『あいの恋文』#11「恋の三角関係」                                                                   | 希志あいの 美咲みゆ |
| 第1回かすみレディオオフ会                                                         | 2011年3月27日 公開収録 | トーク、Vol.1の上映、コント、カラオケ、他                                                           | 希志あいの          |
| 第2回かすみレディオオフ会                                                         | 2012年1月29日 公開収録 | トーク、グアムロケ未公開上映（解説付）、コント、カラオケ、他                                        | 希志あいの          |
| かすみレディオ 番外編 イン グアム                                                 | 2012年1月16日 放送     | グアムのビーチや宿泊部屋等から送るかすみレディオ ビーチフラッグ対決、牛乳噴出し対決、逆バンジー、他 | 希志あいの          |
| 24時間希志あいの引退特別編成. かすみレディオ特別編～DJかすみとDJきっしーの7年間～ | 2015年12月             | | 希志あいの          |

## 24時間かすみレディオ
2012年の1回目は28時間である。2回目は『24時間かすみレディオ2013』と題された。

### 2012年（1回目）
8月11日（土曜日）13時から12日（日曜日）17時にかけて。一部録画放送あり。太字は録画放送以外。
| 放送時間     | 内容                                     | ゲスト                                                                       | 備考                |
| ------------ | ---------------------------------------- | ---------------------------------------------------------------------------- | ------------------- |
| 13時~15時    | 24時間かすみレディオ開幕戦               | 里美ゆりあ、安城アンナ                                                       | 公開収録            |
| 15時~16時    | かすみレディオVol.1                      | （なし）                                                                     | 録画放送            |
| 16時~18時    | ハワイで希志レディオ                     | 希志あいの、初音みのり                                                       | 録画放送            |
| 18時~22時    | かすみのまんま（前編）                   | 小倉遥、川村えな、安藤あいか、 小島みなみ、紗倉まな、 若菜ひまり、音無さやか | 生放送 ニコ生で配信 |
| 22時~23時    | かすみレディオVol.2                      | 長澤つぐみ                                                                   | 録画放送            |
| 23時~2時     | 深夜の淀川OG会~果穂ちゃん面白くなったね~ | 範田紗々、櫻井ゆうこ、結城リナ                                               | 生放送              |
| 2時~4時      | 深夜のAV座談会~AV女優かすみ果穂とは?~    | かすみ果穂に関わるAV業界関係者                                               | 生放送              |
| 4時~6時      | かすみレディオ#3                         | 初音みのり                                                                   | 録画放送            |
| 6時~8時      | ハワイで希志レディオ                     | 希志あいの、初音みのり                                                       | 再放送              |
| 8時~9時30分  | あいのエチュード                         | 希志あいの、希崎ジェシカ、初音みのり                                         | 録画放送            |
| 9時30分~10時 | 生あさだち♂テレビ                        | 大槻ひびき                                                                   | 生放送              |
| 10時~14時    | かすみのまんま（後編）                   | かすみりさ、大槻ひびき、 希志あいの、希崎ジェシカ                            | 生放送 ニコ生で配信 |
| 15時~17時    | 大感謝無料握手会                         | （なし）                                                                     | 当日イベント        |

電話出演
みひろ、麻美ゆま、川村りか
かすみ果穂に関わるAV業界関係者
沢庵（AV監督）、アイデアポケット関係者、SOD関係者、AV事務所マネージャー等
9月6日には、『24時間かすみレディオの裏側』という番組が放送された。内容は出演者のコメント、果穂の一人語りなど。

### 2013年（2回目）
9月28日（土曜日）17時から29日18時（日曜日）にかけて。一部録画放送あり。太字は録画放送以外。
テーマは「さよならエンタ!371」（標準画質放送の「エンタ!371」が同月末で閉局するため）。
| 放送時間  | 内容                                                              | ゲスト                                                                                       | 備考                                                    |
| --------- | ----------------------------------------------------------------- | -------------------------------------------------------------------------------------------- | ------------------------------------------------------- |
| 17時~22時 | かすみのまんま（前編）                                            | 翔田千里、小島みなみ、紗倉まな、 有村千佳、初美沙希、春菜はな                                | 生放送                                                  |
| 22時~24時 | 月刊かすみ果穂×希志あいの×希島あいり 沖縄編                       | 希志あいの、希島あいり                                                                       | 録画放送                                                |
| 24時~5時  | かすみ果穂のオールナイトニッポン                                  | 桜木凛、範田紗々、 小川あさ美、安城アンナ                                                    | 生放送（公開収録） ニコ生で配信 会場、TwinBox AKIHABARA |
| 5時~7時   | 早朝のAV座談会 ~かすみ果穂がお世話になりました!~                  | かすみ果穂に関わる業界関係者                                                                 | 録画放送                                                |
| 7時~9時   | LUCKかすみ果穂 &2009タイロケオフショット                          | 桜木凛                                                                                       | 録画放送                                                |
| 9時~12時  | 生あさだちテレビ                                                  | 朝倉ことみ、神谷まゆ                                                                         | 生放送                                                  |
| 12時~13時 | 凛とジェシカのファイト一発 ~かすみレディオが殴り込み~             | 桜木凛                                                                                       | 録画放送                                                |
| 13時~17時 | かすみのまんま（後編） 恵比寿マスカッツOG会 ~思い出をありがとう!~ | 希志あいの、希島あいり、希崎ジェシカ、 川村りか、山中絢子、永作あいり、 篠原冴美、初音みのり | 生放送                                                  |
| 17時~18時 | 裸美人かすみ果穂                                                  | 初音みのり、桜木凛                                                                           | 録画放送                                                |

電話出演
希志あいの、麻美ゆま、七海なな、佐山愛、児玉菜々子
かすみ果穂に関わる業界関係者
恵比寿マスカッツユニットマネージャー（山根）
SOD高岡（部長）、アイデアポケット三村（プロデューサー）、つくばテレビ高橋（ディレクター）
AV事務所マネージャー（ロータスグループ(卓)、エルプロモーション(秋山)、プライムエージェンシー(那須)）
備考
「早朝のAV座談会～かすみ果穂がお世話になりました!~」は、昨年の反省を踏まえ録画放送となった（問題発言は音声を消して放送される）。
有村と初美はAIDL5（アイドルファイブ）の告知を行った（小島みなみと神谷まゆもエントリーされていたが、小島は話題にしなかった）。
「かすみ果穂のオールナイトニッポン」（24時~5時）に関してはエンタ!959（371）では生放送されず、録画番組が再放送された。後にレギュラー版#18（11月）と#19（12月）で放送された。

## 商品展開

### 番組DVD
2010年発売分（つくばテレビ）
かすみレディオ*6（5月3日） - 特典、「かすみレディオVol.1」（一部）
かすみレディオ*7（5月3日） - 特典、「かすみレディオVol.1」（一部）
かすみレディオ*8（9月18日） - 特典、みひろと果穂の見た感想と出会い。やわ肌英語塾の撮影風景とイベントの様子。
かすみレディオ*9（11月13日） - 特典、ゆまの免許取得後初運転。収録後の挨拶&果穂シコ
2011年発売分
かすみレディオ10（3月9日、つくばテレビ） - 特典、放送未公開映像（果穂とキシオの食事の様子。収録後の挨拶他）
かすみレディオ ベストセレクション 2007-2010（8月3日、ポニーキャニオン） - Vol.1~10までのベストセレクション
かすみレディオ11（8月3日、ポニーキャニオン） - 特典、放送未公開映像（控室トーク、終演の挨拶）
かすみレディオ12（12月21日、ポニーキャニオン） - 特典、放送未公開映像（初音のモノマネ、おにぎり配布）
かすみレディオ 番外編 イン グアム（12月21日、ポニーキャニオン） - 特典、初公開!希志からキシオへ。「かすみレディオVol.5」（一部）
2012年発売分（ポニーキャニオン）
かすみレディオ13（7月18日） - 特典、レギュラー版かすみレディオを紹介
かすみレディオ14（7月18日） - 特典、きっす。（希志あいの、希崎ジェシカ、希美まゆ）デビュー特番
2013年発売分（ポニーキャニオン）
かすみレディオ15（1月16日） - レギュラー版かすみレディオ#1~#3収録
24時間かすみレディオDVD-BOX 上巻（1月16日） - 24時間かすみレディオ開幕戦、かすみのまんま前篇、深夜の淀川OG会収録
24時間かすみレディオDVD-BOX 下巻（1月16日） - 深夜のAV座談会、生あさだち♂テレビ、かすみのまんま後編、生かほのエチュード収録
かすみレディオ16（8月21日） - レギュラー版かすみレディオ（共演、成瀬心美、小川あさ美）
かすみレディオ17（8月21日） - レギュラー版かすみレディオ（共演、小島みなみ、希志あいの、 希崎ジェシカ）
かすみレディオ　番外編 イン ラスベガス（8月21日） - 共演、みひろ、糸矢めい、七海なな
2014年発売分
かすみレディオ18（2月1日） - 共演、小島みなみ・紗倉まな、桜木凛、初音みのり
24時間かすみレディオ2013 DVD-BOX 上巻（つくばテレビ）
24時間かすみレディオ2013 DVD-BOX 下巻（つくばテレビ）
かすみレディオ19（8月1日、つくばテレビ） - 共演：桜木凛、七海なな、希志あいの、麻美ゆま、桃谷エリカ
2015年発売分
かすみレディオ20 - 共演、成瀬ここみ、波多野結衣、希島あいり、さとう遥希
かすみレディオ21 - かすみ果穂10周年インタビュー収録。共演:吉沢明歩、希志あいの、範田紗々
かすみレディオ22 - 共演、紗倉まな、小島みなみ、さくらゆら
かすみレディオVol.23 - 共演：桜木凛、希崎ジェシカ、瑠川リナ
かすみレディオVol.24（9月19日、つくばテレビ） - 共演、大槻ひびき、白石茉莉奈、湊莉久
かすみレディオVol.25（つくばテレビ）- 共演：小島みなみ、上原亜衣、天海つばさ、36☆（IPプロデューサー)
2016年発売分
かすみレディオVol.26（つくばテレビ）- 共演：希志あいの、みひろ、吉沢明歩、紗倉まな、春原未来、湊莉久
かすみレディオVol.27～ラストレディオ～（6月30日、つくばテレビ）- 共演：天使もえ、桃乃木かな、桜木凛・初音みのり・瑠川リナ・小島みなみ・白石茉莉奈・阿部乃みく・湊莉久・範田紗々、麻美ゆま。引退ロングインタビュー収録。

### 非売品DVD
会場購入者特典
- かすみレディオ*1（2011年8月）
- かすみレディオ*2（2011年11月）
- かすみレディオ*3（2012年7月）
- かすみレディオ*4（2013年1月）
- かすみレディオ*5（2013年2月）

### 番外編DVD
- あいの恋文 第二章（2011年4月30日、つくばテレビ） - 特典、「第1回かすみレディオオフ会前編」
- あいの恋文 第三章（2011年5月31日、つくばテレビ） - 「かすみレディオVol.7前哨戦」収録。特典、「第1回かすみレディオオフ会後編」
- ヴィーナス・フューチャー希志あいの2（2012年4月15日、つくばテレビ） - 「第2回かすみレディオオフ会」収録。
- みっひーランド5（2011年12月21日、ポニーキャニオン） - 『第1回セクシー女優総選挙』収録。
- みっひーランド8（2012年7月18日、ポニーキャニオン） - 『第2回セクシー女優総選挙』収録。
- みっひーランド11（2013年1月16日、ポニーキャニオン） - 『第3回セクシー女優総選挙』収録。

### その他のグッズ
Tシャツ
24時間かすみレディオ（2013年） - 各5色。かほっち似顔絵イラスト入り。
I♥ kasumi radio(2015) - 各5色

### 関連動画（公式）
- ニコニコ動画・・・エンタ!371女の子100％チャンネル（vol.6～8）、Pigoo HDチャンネル（vol.8～）
- YouTube・・・kazuma285チャンネル（vol.6）、ponta371チャンネル（vol.7～）、pigooHDchannel、 ponycanyonチャンネル